# 2 décembre 1952
Le mardi 2 décembre 1952 est le 337e jour de l'année 1952.

## Naissances
- Ahmed ben Dagher, personnalité politique yéménite
- Álex Lora, musicien mexicain
- Andreas Mölzer, politicien autrichien
- Bilkisu Yusuf (morte le 24 septembre 2015), journaliste nigériane
- Carol Shea-Porter, personnalité politique américaine
- Caroline Myss, conférencière
- Frank Plummer (mort le 4 février 2020), scientifique canadien
- Hans-Peter Zaugg, entraineur suisse
- Humberto Rafael Bravo, footballeur argentin
- Keith Szarabajka, acteur américain
- Moussa Traoré (mort le 26 mai 2003), joueur de football malien
- Peter Kingsbery, musicien et chanteur américain

## Décès
- Arnaldo Andreoli (né le 6 août 1893), gymnaste italien
- Félix Del Marle (né le 21 octobre 1889), peintre français
- Jean-Arthur Chollet (né le 8 avril 1862), évêque français

## Événements
- Victoire française de Na-San en Indochine. Les enseignements tirés de cette défaite Việt Minh ont permis au général Giáp de gagner la bataille de Điện Biên Phủ.
- Le dictateur du Venezuela Marcos Pérez Jiménez annule les élections, organise un plébiscite et déclare qu’il veut rester au pouvoir indéfiniment (fin en 1958). Les partis d’opposition (illégaux) protestent énergiquement.
- Premier vol de l'appareil de recherche Shorts SB-5. Cet appareil sera utilisé par la suite pour le développement de l'English Electric P 1 et du Lightning.